# St. Jakob (Villnöß)

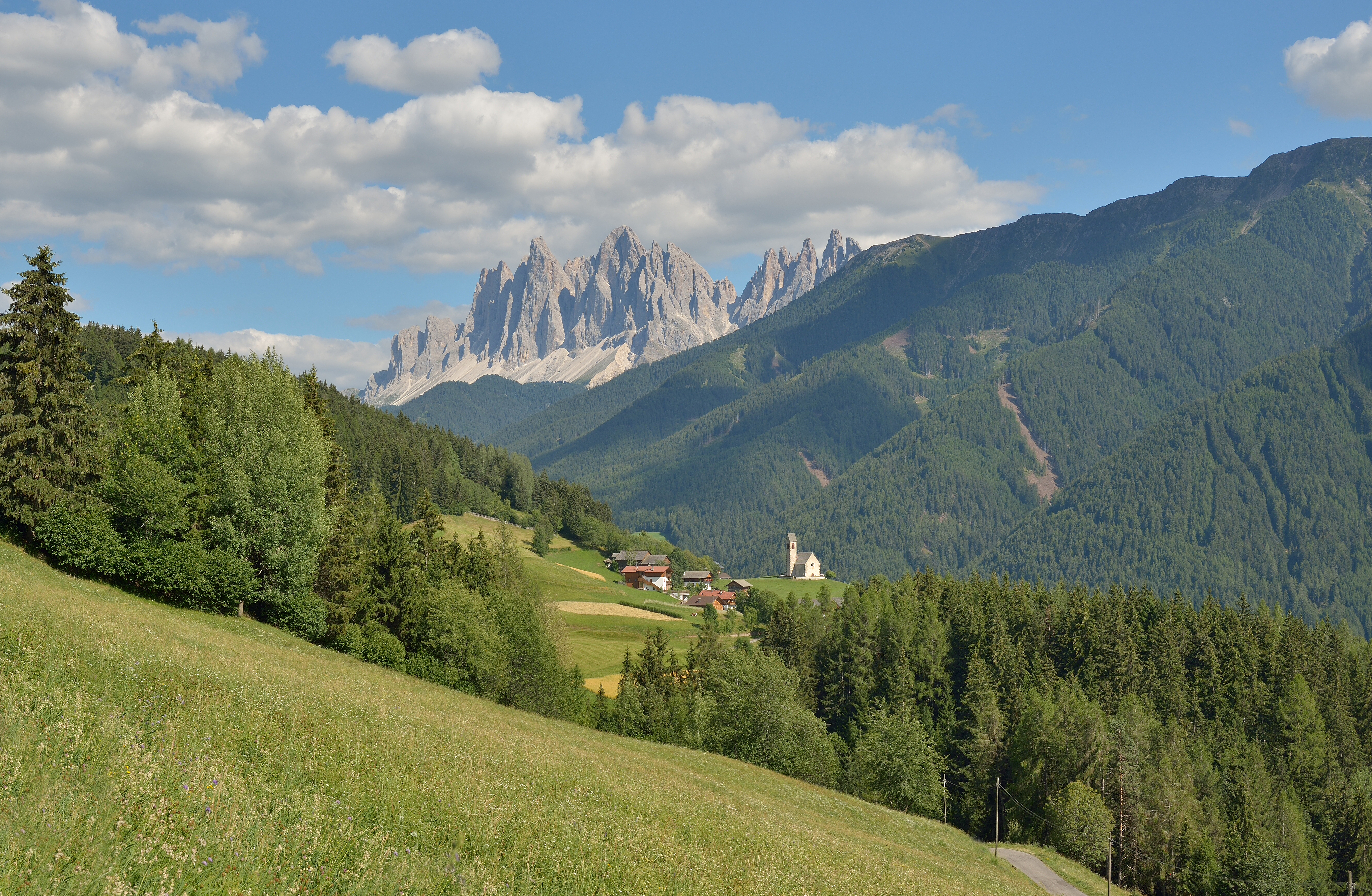
St. Jakob in Villnöß mit den Geislerspitzen im Hintergrund

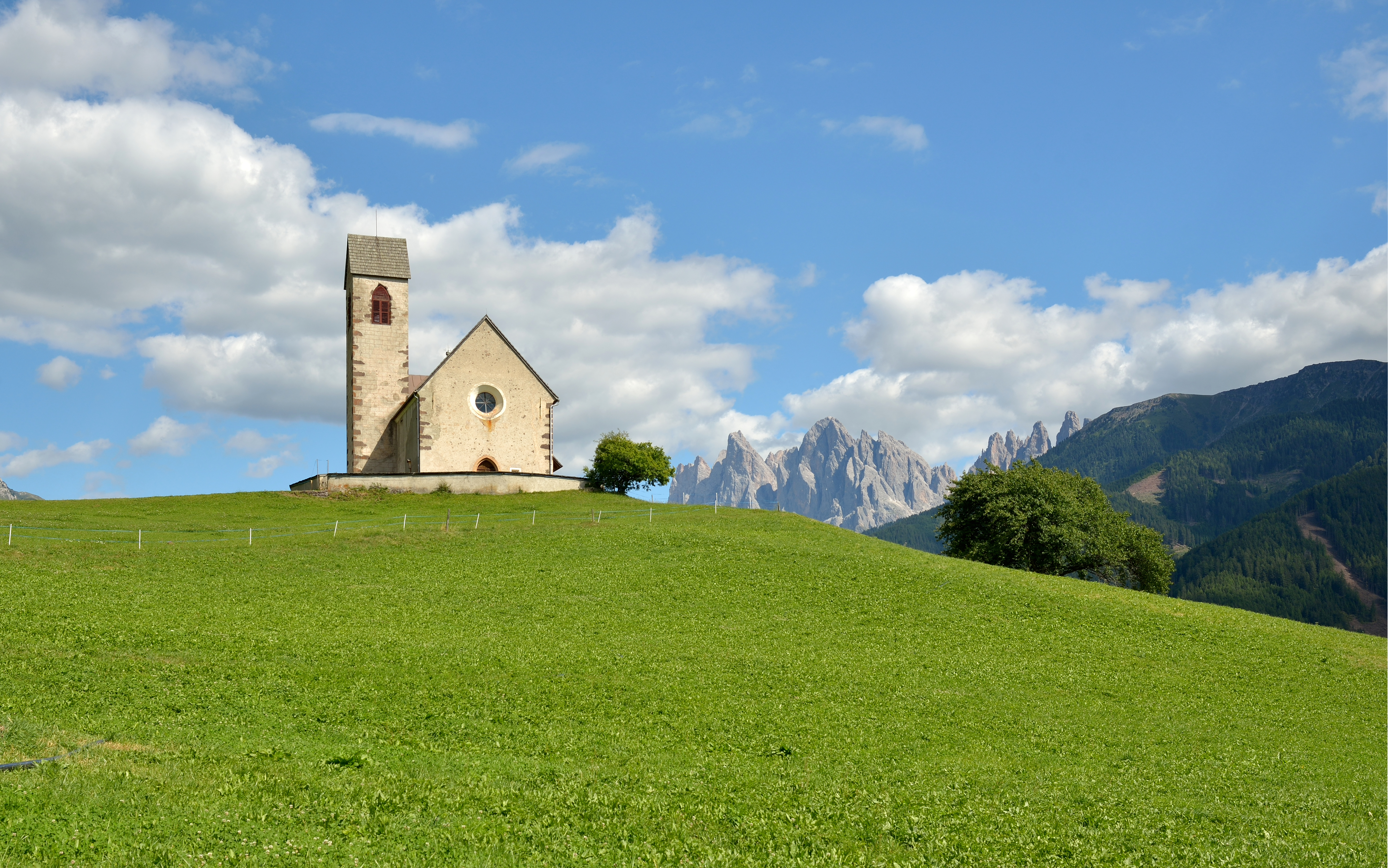
Kirche St. Jakob am Joch

St. Jakob (auch St. Jakob am Joch, italienisch San Giacomo) ist ein Dorf im Villnößtal und gehört zur Gemeinde Villnöß in Südtirol (Italien). 

## Geografie
St. Jakob ist eine Streusiedlung mit etwa 70 Einwohnern. Sie liegt auf einer Höhe von rund 1300 m s.l.m. Die Ortschaft ist von St. Peter aus in einer halben Stunde zu Fuß erreichbar.

## Geschichte
Die Besiedlung der Gegend reicht urkundlich belegt bis in das 12. Jahrhundert zurück. Damals wurden die Höfe Pramstrahler, Unterweg, Drocker, Zinner, Gutshof zu Puez und Rafreid erwähnt, die es noch heute gibt.

## St.-Jakobs-Kirche
Den Mittelpunkt der Siedlung bildet die ursprünglich um 1349 im romanischen Stil erbaute und im 15. Jahrhundert gotisierte St.-Jakobs-Kirche, deren Langhausmauern aus dem 12. Jahrhundert stammen sollen. Den wertvollen Flügelaltar schufen 1517 Ruprecht Potsch und Philipp Diemer. Der Altar ist eine Rarität, da er Elemente aus zwei künstlerischen Stilrichtungen aufzuweisen hat: die Bildhauerarbeiten im Stil der späten Gotik weisen in ihrer Bemalung bereits Elemente der Renaissance auf.

## Wirtschaft
In St. Jakob wird größtenteils Landwirtschaft in Form von Milchviehhaltung betrieben, in jüngster Zeit gewann hier auch der Tourismus an Bedeutung.